# Hemibdella rapax
Hemibdella rapax är en ringmaskart som först beskrevs av Addison Emery Verrill 1873.  Hemibdella rapax ingår i släktet Hemibdella och familjen fiskiglar. Inga underarter finns listade i Catalogue of Life.